# Герберт, Генри, 1-й граф Карнарвон
Генри Герберт, 1-й граф Карнарвон (англ. Henry Herbert, 1st Earl of Carnarvon; 20 августа 1741 — 3 июня 1811) — британский дворянин и политик, заседал в Палате общин с 1768 по 1780 год, когда ему был пожалован титул барона Порчестера. Занимал пост шталмейстера (1806—1807) в правительстве лорда Гренвиля. С 1780 по 1793 год носил титул учтивости — лорд Порчестер.

## Биография
Родился 20 августа 1741 года. Сын генерал-майора Достопочтенного Уильяма Герберта (ок. 1696—1757), пятого сына Томаса Герберта, 8-го графа Пембрука. Его матерью была Кэтрин Элизабет Тьюс (ум. 1770).
Получив образование в Итоне и колледже Магдалины в Кембридже, он унаследовал замок Хайклер от своего дяди, достопочтенного Роберта Сойера Герберта в 1769 году.

## Политическая карьера
Генри Герберт заседал в Палате общин в качестве одного из двух представителей Уилтона с 1768 по 1780 год. 17 октября 1780 года он был возведен в звание пэра как 1-й барон Порчестер из Хайклера в графстве Саутгемптон. 3 июля 1793 года ему были пожалован титул 1-го графа Карнарвона в Уэльсе. В 1794 году ему был пожалован чин полковника. Позже он служил шталмейстером с 1806 по 1807 год в правительстве лорда Гренвиля. В 1806 году стал членом Тайного совета Великобритании.

## Брак и потомство
15 июля 1771 года в Лондоне Генри Герберт женился на леди Элизабет Алисии Марии Уиндем (29 ноября 1752 — 10 февраля 1826), дочери Чарльза Уиндема, 2-го графа Эгремонта (1710—1763), и Алисии Уиндем, графиня Эгремонт (1726—1794). У супругов было пять сыновей и одна дочь:
- Генри Джордж Герберт, 2-й граф Карнарвон (3 июня 1772 — 16 апреля 1833), старший сын и наследник.
- Капитан достопочтенный Чарльз Герберт (5 июля 1774 — 12 сентября 1808)
- Преподобный достопочтенный Уильям Герберт (12 января 1778 — 28 мая 1847)
- Леди Фрэнсис Герберт (ок. 1782 — 22 августа 1830)[8], вышедшая замуж за Томаса Мортона, 1-го графа Дюси (1776—1840)
- Преподобный достопочтенный Джордж Герберт (21 февраля 1789 — 27 марта 1825)[9], викарий Тибенхема, Норфолк.
- Достопочтенный Элджернон Герберт (12 июля 1792 — 11 июня 1855), антиквар.

## Смерть и погребение
Лорд Карнарвон скончался 3 июня 1811 года в возрасте 69 лет на Тентерден-стрит в Лондоне. Ему наследовал его старший сын, Генри Герберт, 2-й граф Карнарвон.